# Xenerpestes minlosi
Xenerpestes minlosi е вид птица от семейство Furnariidae.

## Разпространение
Видът е разпространен в Еквадор, Колумбия и Панама.